# Bobby Linn
Robert "Bobby" Linn (sinh ngày 10 tháng 10 năm 1985) là một cầu thủ bóng đá người Scotland thi đấu ở vị trí tiền đạo. Hiện tại anh thi đấu cho Arbroath. Anh khởi đầu sự nghiệp cùng với Dundee trước khi đi theo dạng cho mượn to Peterhead, sau đó kí hợp đồng vĩnh viễn
Anh thi đấu cùng với Paul Mathers (thủ môn Morton tại thời điểm chuyển nhượng) trong khoảng thời gian tại Peterhead, và đó cũng là lý do quan trọng ảnh hưởng để quyết định gia nhập Morton của anh vào ngày 6 tháng 1 năm 2007. Anh có màn ra mắt từ ghế dự bị, trên sân nhà trước Alloa vào ngày 13 tháng 1 năm 2007. Vào tháng 6 năm 2013, huấn luyện viên Arbroath Paul Sheerin ký hợp đồng với Linn theo bản hợp đồng 1 năm. Linn được thưởng bản hợp đồng 2 năm trong mùa giải 2013–14.

## Danh hiệu
Greenock Morton
- Scottish Second Division: 2006–07

East Fife
- Scottish Third Division: 2007–08

Arbroath
- Scottish League Two: 2016–17